# 川崎市立梶ヶ谷小学校
川崎市立梶ヶ谷小学校（かわさきしりつ かじがやしょうがっこう）は、神奈川県川崎市高津区梶ヶ谷にある公立小学校。当校の名称は「川崎市立梶ヶ谷小学校」であって、「川崎市立梶が谷小学校」の表記は間違いである。

## 沿革
出典
- 1972年（昭和47年）
  - 4月1日 - 川崎市立梶谷小学校開校。開校時点と児童数は233名。
  - 11月24日 - 開校記念式典挙行し、この日（11月24日）を開校記念日と定める。
- 1975年（昭和50年）3月20日 - 第1回卒業証書授与式挙行。最初の卒業生は86名。
- 1976年（昭和51年）4月1日 - 校名表示「川崎市立梶谷小学校」。
- 1981年（昭和56年）11月21日 - 創立10周年記念式典挙行。
- 1984年（昭和59年）4月1日 - 学区の一部を分離し、川崎市立西梶ヶ谷小学校開校。本校から児童538名移動。
- 1985年（昭和60年）4月1日 - 学区の一部を分離し、川崎市立新作小学校開校。本校から児童38名移動。
- 1987年（昭和62年）4月1日 - 個別学習室開設。
- 1989年（平成元年）4月1日 - 川崎市立梶ヶ谷小学校に改称。
- 1991年（平成3年）11月22日 - 創立20周年記念式典挙行。郷土学習室オープン。
- 1992年（平成4年）4月22日 - 校庭整備補修工事完了。
- 1993年（平成5年）3月3日 - 国際学習室オープン。
- 1997年（平成9年）1月30日 - ふるさと館オープン。
- 2000年（平成12年）9月 - 体育館倉庫完成。
- 2001年（平成13年）10月13日 - 創立30周年記念式典挙行。さわやか園設置。
- 2002年（平成14年）
  - 4月1日 - 学校教育目標の改定 -新教育課程の編成-。
  - 5月8日 - 梶ヶ谷小学校ふれあいデイサービスセンター開所。
- 2003年（平成15年）
  - 3月31日 - 本校附属幼稚園が閉園。
  - 4月 - 「わくわくプラザ」開設。
- 2004年（平成16年）3月 - 梶小ビオトープ完成。
- 2005年（平成17年）
  - 9月 - 校舎耐震工事完了。
  - 10月31日 - 校舎内インターフォン設置。
- 2006年（平成18年）10月 - 創立35周年記念演劇鑑賞会開催。
- 2007年（平成19年）
  - 2月 - 創立35周年記念投てき版改修。
  - 3月 - 創立35周年記念梶小ギャラリー設置。
- 2008年（平成20年）12月 - ネットデイLAN工事。
- 2009年（平成21年）8月 - 普通教室冷房設備。
- 2011年（平成23年）
  - 3月 - テレビ放送地デジ化対応工事完了。
  - 10月19日 - 創立40周年記念式典挙行。
- 2014年（平成26年）5月 - さわやか園改修。
- 2015年（平成27年）
  - 3月 - わくわくプラザが校舎外移築。
  - 5月 - 図書室とパソコンルームを統合しメディアルームを新設。
- 2016年（平成28年）4月30日 - 梶ヶ谷小学校ふれあいデイサービスセンター閉所。
- 2017年（平成29年）6月 - この月から翌年2月まで、体育館改修工事実施。
- 2018年（平成30年）
  - 2月 - 園芸倉庫と体育館の改修完了。会議室完成。
  - 4月 - さわやか園（水田）改修完了。
- 2019年（令和元年）7月 - 給食室新設工事開始。東門設置完了。

## 学区
出典
- 高津区
  - 梶ケ谷3丁目（全域）
  - 梶ケ谷4丁目（全域）
  - 梶ケ谷5丁目（全域）
  - 梶ケ谷6丁目（全域）
- 宮前区
  - 梶ヶ谷（1番～5番）
  - 馬絹5丁目（全域）
  - 馬絹6丁目（12番～18番、23番～29番）
  - 宮崎（67番～100番）

## 主な進学先中学校
公立中学校に進学する場合
出典
- 川崎市立宮崎中学校

## 学級数と児童数
| 学年 | 1年 | 2年 | 3年 | 4年 | 5年 | 6年 | さくら級 （特別支援） | 合計 |
| ---- | --- | --- | --- | --- | --- | --- | --------------------- | ---- |
| 学級 | 4   | 4   | 5   | 3   | 4   | 5   | 6                     | 31   |
| 児童 | 126 | 112 | 155 | 104 | 132 | 140 | 30 （内数）           | 769  |

- 2023年5月1日時点[4]。

## 委員会活動
- 運営委員会
- 集会委員会
- 放送委員会
- 環境委員会
- 福祉委員会
- 給食委員会
- 保険委員会
- 運動委員会
- 図書委員会
- 掲示委員会

## クラブ活動
- むかしあそびクラブ
- 鉄道クラブ
- パソコンクラブ
- 室内レククラブ
- バドミントンクラブ
- 卓球クラブ
- サッカークラブ
- テニスクラブ
- ダンスクラブ